# Reserva de biosfera Patagonia Azul
La Reserva de biosfera Patagonia Azul es un área natural protegida ubicada en la provincia del Chubut, en la región patagónica de la Argentina.

## Creación
Se incorporó a la Red Mundial de Reservas de Biosfera el 9 de junio de 2015 junto con otras 19 reservas en otros quince países. La iniciativa de incluir esta área como reserva de la biosfera fue de investigadores del CONICET.

## Objetivos
Al proponerse la creación de la Reserva, se trazaron los siguientes objetivos:
- Aumento de conciencia entre la población local y las autoridades gubernamentales sobre el desarrollo sostenible, pudiendo servir como lugares de aprendizaje y experimentación.
- Conservación de la biodiversidad y el desarrollo económico y social sostenible de la región.
- Promoción del desarrollo económico y social de la región en armonía con la conservación de su diversidad biológica y cultural, mejorando así la calidad de vida en sus habitantes.
- Fomento de la participación de los ciudadanos en las decisiones que se tomen sobre su entorno.
- Articulación de los esfuerzos de los organismos a escala municipal, provincial, nacional e internacional, instituciones académicas y organizaciones de la sociedad civil para la planificación sectorial y transversal en pos de la conservación y el desarrollo de la región.
- Conservación de los paisajes, los ecosistemas, las especies y la variación genética, así como su riqueza paisajística, sus yacimientos arqueológicos y paleontológicos.
- Apoyo a proyectos de demostración, de educación y capacitación sobre el medio ambiente.

## Superficie
En total la reserva de biosfera tiene una superficie de 3 102 005 ha. Incluye un 58% de superficie marina y un 42% de superficie terrestre, correspondientes a las ecorregiones golfos norpatagónicos y estepa patagónica respectivamente.

Incluye áreas de propiedad privada y algunas zonas protegidas, como el parque interjurisdiccional marino costero Patagonia Austral, de 104 ha, creado en 2007 y la reserva provincial Punta Tombo, de 210 ha, creada en 1972.
Es la reserva de biosfera más grande del país. Limita por el oeste con la Ruta Nacional 3, por el norte con el paralelo 43º40'30'' S, por el este con el Mar Argentino a 24 millas náuticas de la línea de costa y de las líneas de base que cierran la bahía Camarones y el Golfo San Jorge, y por el sur con el paralelo 45º34'37'' S. A corta distancia al sur de este último se encuentra la ciudad de Comodoro Rivadavia, la única ciudad importante de la región, mientras que dentro de la Reserva se encuentran el pueblo de Camarones y los pequeños poblados de Bahía Bustamante y Cabo Raso, ubicados sobre la costa, y Garayalde, sobre la ruta 3. La densidad de población de la región es muy baja, y se ubica en esas localidades —donde las principales actividades son la pesca, el turismo y la recolección de algas— y numerosas estancias dedicadas a la ganadería ovina.
Además de la gran riqueza faunística de la región costera, la Reserva incluye algunos yacimientos arqueológicos y paleontológicos, incluido un bosque petrificado y el sitio donde se fundó en 1535 el efímero Puerto de los Leones, primer intento de población europea en la Patagonia.

## Flora
El área terrestre es una región puramente esteparia, sin formaciones boscosas, en cuya variedad florística predominan los arbustos de poca altura y las gramíneas.
Las especies más comunes son las jarillas (Larrea divaricata) y (Larrea cuneifolia), el quilembay (Chuquiraga avellanedae), el colapiche (Nassauvia glomerulosa), los coirones dulce (Festuca gracillima) y amargos (Stipa neaei), las flechillas (Stipa speciosa) y (Stipa humilis) y la zampas (Atriplex sagittifolia y (Atriplex lampa).

## Fauna
Aves

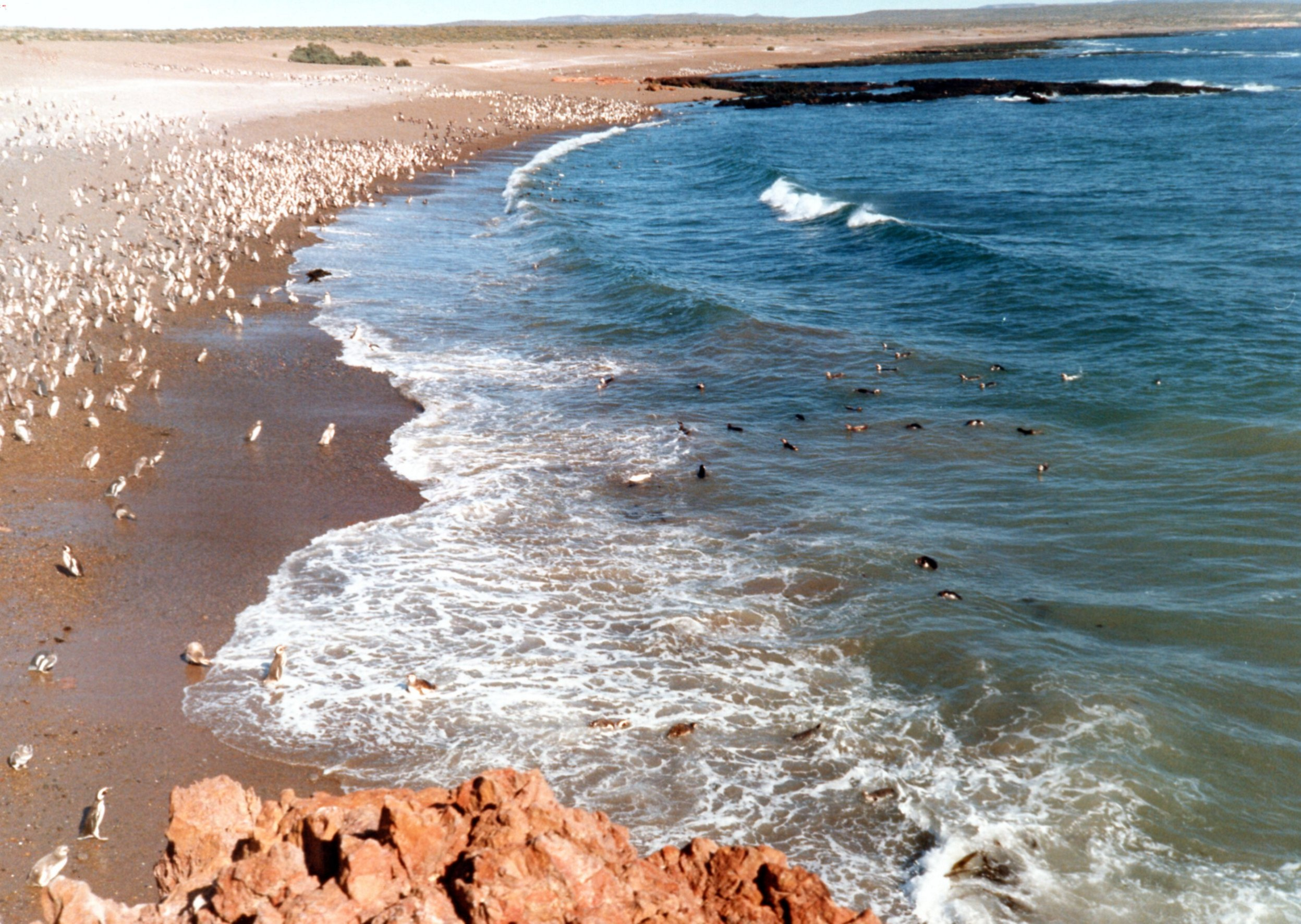
Pingüinos de Magallanes en Punta Tombo

De acuerdo a lo informado por la Unesco, en esta reserva es posible encontrar 67 especies de aves costeras y marinas.
De las dieciséis especies de aves marinas que nidifican en la costa argentina, trece lo hacen en la zona, entre ellas la gaviota cangrejera (Larus atlanticus), el pato vapor de cabeza blanca (Tachyeres leucocephalus), el pingüino de Magallanes (Spheniscus magellanicus), el cormorán imperial (Phalacrocorax atriceps), el gaviotín sudamericano (Sterna hirundinacea), el gaviotín pico amarillo (Thalasseus eurygnatha), el gaviotín real (Thalasseus maximus), el cormorán de cuello negro (Phalacrocorax magellanicus) y el petrel gigante del sur (Macronectes giganteus).
La colonia de pingüinos de Magallanes de Punta Tombo es la población más grande del mundo de esta especie, y se estima que el 40% de la población total de pingüinos habita en ese lugar.
Mamíferos

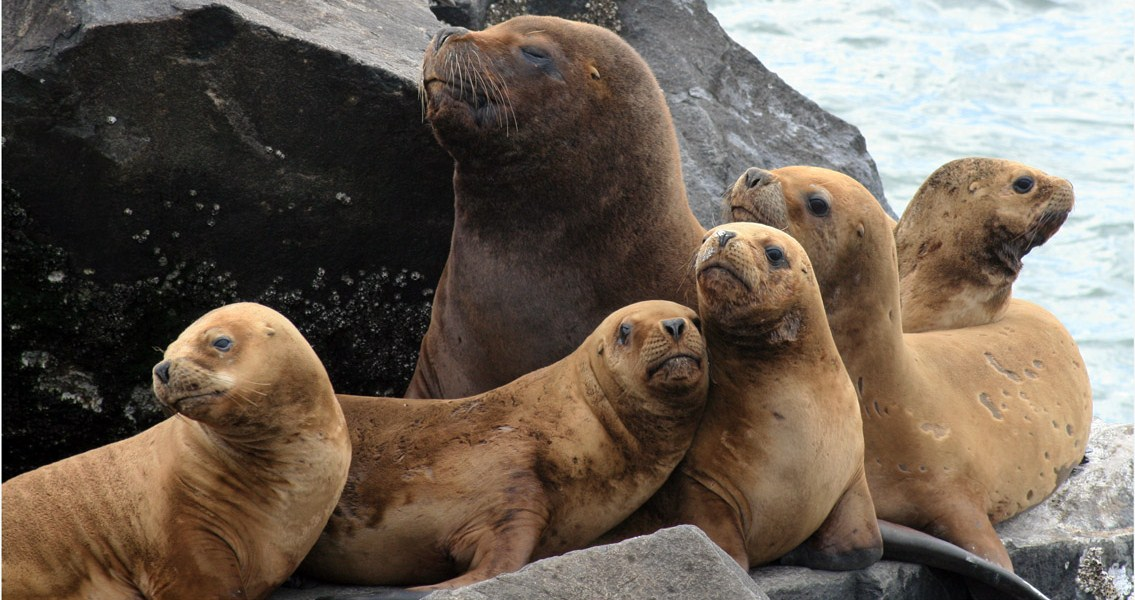
Hembra y crías de lobo marino

La Unesco afirma que en la reserva se pueden encontrar 31 especies de mamíferos terrestres y 36 de vertebrados marinos, además de 197 especies de invertebrados.
La zona marítima es hábitat de lobos marinos de un pelo (Otaria flavescens), lobos marinos de dos pelos (Arctocephalus australis), ballenas, delfines y orcas.
En la zona continental habitan guanacos (Lama guanicoe), zorros grises (Lycalopex gymnocercus), hurones (Galictis cuja), cuises (Microcavia australis), maras (Dolichotis patagonum) y peludos (Chaetophractus villosus).